# Actinopterygii
Os Actinopterygii ou actinopterígeos (do grego aktis, raio + pteryx, nadadeira; asa) são uma classe de peixes com nadadeiras suportadas por "raios" ou lepidotríquias, esqueleto interno tipicamente calcificado e aberturas branquiais protegidas por um opérculo ósseo. São o grupo dominante dos vertebrados, com mais de 27 mil espécies presentes em todos os ambientes aquáticos. São tratados tradicionalmente como uma subclasse de Osteichthyes, ou peixes com ossos, mas como aquele grupo é parafilético, eles podem ser tratados como uma classe verdadeira.

## Tipos de barbatanas
Os peixes com barbatanas raiadas são muito variados em tamanho e forma, e no número de suas barbatanas suportadas por raios e na maneira como eles os organizam.
- O atum está desenhando em velocidade de linha reta com uma cauda profundamente bifurcada
- O espadarte é ainda mais rápido e aerodinâmico que o atum
- Salmão gera força suficiente com sua poderosa barbatana caudal para saltar obstáculos durante as migrações nos rios
- O bacalhau possui três barbatanas dorsal e duas anais, o que lhes confere grande manobrabilidade
- Os peixes achatados desenvolveram barbatanas dorsal e pélvica parcialmente simétricas
- Os peixes-lanterna por debaixo da camada adiposa da barbatana têm uma placa de suporte cartilaginosa; alguns géneros têm o osso supramaxilar muito pequeno; com placa sobocular presente em todos; a barbatana anal está implantada abaixo ou ligeiramente por detrás do final da base da barbatana dorsal
- G. elongatum
- Os peixes-ogro são nadadores indiferentes que tentam emboscar suas presas
- A primeira coluna da barbatana dorsal do peixe-diabo negro é modificada como uma vara de pescar com isca
- Alfonsino
- Rei-dos-arenques
- Congro-europeu são peixes com barbatanas de raios
- Cavalo-marinhos
- Zenopsis nebulosa
- Mahi-mahi

## Classificação
Tradicionalmente, foram reconhecidos quatro grupos de Actinopterygii: Chondrostei, Cladistia, Holostei e Teleostei (ou teleósteos). O segundo grupo é parafilético e tende a sua utilização a ser abandonada. Quase todos os peixes vivos são teleósteos.
- Infraclasse Chondrostei
  -     -       - Ordem Acipenseriformes  (esturjão e peixe-espátula)

- Infraclasse Cladistia
  -     -       - Ordem Polypteriformes (peixe-corda)

- Infraclasse Neopterygii
  - Subclasse Holostei
    -       - Ordem Lepisosteiformes (peixe-lagarto)
      - Ordem Amiiformes (amia)

- - Subclasse Teleostei

- -     - Superordem Osteoglossomorpha
      - Ordem Osteoglossiformes  (aruanã, pirarucu)
      - Ordem Hiodontiformes

- -     - Superordem Elopomorpha
      - Ordem Elopiformes (tarpão)
      - Ordem Albuliformes  (flecha)
      - Ordem Notacanthiformes
      - Ordem Anguilliformes  (enguias)
      - Ordem Saccopharyngiformes  (enguia-pelicano)

- -     - Superordem Clupeomorpha
      - Ordem Clupeiformes  (arenque, sardinha, anchova, sável)

- -     - Superordem Ostariophysi
      - Ordem Gonorynchiformes
      - Ordem Cypriniformes  (carpa)
      - Ordem Characiformes  (piranha, lambari, dourado, pacu, traíra)
      - Ordem Gymnotiformes  (peixe-elétrico)
      - Ordem Siluriformes  (bagres)

- -     - Superordem Protacanthopterygii
      - Ordem Salmoniformes  (salmão, truta)
      - Ordem Esociformes  (lúcio)
      - Ordem Osmeriformes

- -     - Superordem Stenopterygii
      - Ordem Ateleopodiformes
      - Ordem Stomiiformes  (peixe-víbora)

- -     - Superordem Cyclosquamata
      - Ordem Aulopiformes

- -     - Superordem Scopelomorpha
      - Ordem Myctophiformes (peixe-lanterna)

- -     - Superordem Lampridiomorpha
      - Ordem Lampridiformes  (Peixe-lua e regaleco)

- -     - Superordem Polymyxiomorpha
      - Ordem Polymixiiformes

- -     - Superordem Paracanthopterygii
      - Ordem Percopsiformes
      - Ordem Batrachoidiformes (peixe-sapo)
      - Ordem Lophiiformes  (peixe-pescador)
      - Ordem Gadiformes  (bacalhau)
      - Ordem Ophidiiformes

- -     - Superordem Acanthopterygii
      - Ordem Mugiliformes  (tainha)
      - Ordem Atheriniformes (piarda)
      - Ordem Beloniformes  (peixe-agulha, peixe-voador)
      - Ordem Cetomimiformes
      - Ordem Cyprinodontiformes
      - Ordem Stephanoberyciformes
      - Ordem Beryciformes (peixe-relógio)
      - Ordem Zeiformes  (peixe-galo)
      - Ordem Gasterosteiformes (cavalo-marinho, peixe-cachimbo)
      - Ordem Synbranchiformes (muçum)
      - Ordem Tetraodontiformes (peixe-lua e baiacu)
      - Ordem Pleuronectiformes  (linguado, solha)
      - Ordem Scorpaeniformes  (peixe-leão)
      - Ordem Perciformes (perca, atum, cavala)